# 張居仁 (正德進士)
張居仁（1475年—？），字公甫，直隸河間府景州人，民籍，明朝政治人物。

## 生平
正德二年（1507年）丁卯科順天府鄉試第八十名舉人。正德六年（1511年）中式辛未科會試第一百五十八名，登第三甲第二百名進士。

## 家族
曾祖張鐸；祖父張友信；父張和，曾任壽官。母王氏。具慶下。